# Tipico
Tipico ist ein international tätiger Anbieter von Sportwetten, Casinospielen und einem Games-Angebot mit Sitz im maltesischen San Ġiljan. Tipico hält unter anderem eine deutsche Sportwetten-Konzession des Regierungspräsidiums Darmstadt sowie weitere Glücksspiellizenzen der Malta Gaming Authority. Das Unternehmen unterhält Niederlassungen in Deutschland, Österreich, Gibraltar, Kroatien, Kolumbien und den Vereinigten Staaten. Für die Tipico-Gruppe arbeiten über 1.800 Mitarbeiter, darüber hinaus mehr als 6.000 Mitarbeiter im angeschlossenen Franchise-Netzwerk. Der damalige CEO Joachim Baca wurde im Juli 2024 durch Axel Hefer abgelöst.

## Unternehmen
Die Tipico Co. Ltd. wurde 2004 von Oliver Voigt, Dieter Pawlik und Mladen Pavlovic (die sich bereits aus der gemeinsamen Schulzeit, in der sie in ein und dieselbe Klasse der Karlsruher Friedrich-List-Schule gingen, kannten) gemeinsam mit dem Karlsruher Rechtsanwalt Wolfgang Kuentzle als internationale Handelsgesellschaft gegründet und ebenso wie die Tipico Casino Ltd. als solche im Handelsregister der maltesischen Finanzaufsicht eingetragen.
Die Unternehmensgruppe beschäftigt nach eigenen Angaben über 1.800 Mitarbeiter aus 57 verschiedenen Nationen. Für das angeschlossene Franchise-Netzwerk waren Stand November 2019 über 6.000 Mitarbeiter tätig. Neben dem Online-Geschäft betreibt Tipico in Deutschland und Österreich im Franchise-System Stand November 2019 über 1.250 Annahmestellen für Sportwetten. Damit ist Tipico mit einem Marktanteil von über 50 Prozent Marktführer in Deutschland und der sechstgrößte Wettanbieter der Welt. Tipico ist eines von sieben Unternehmen, dem nach Angaben des Innenministeriums von Schleswig-Holstein eine Genehmigung für Sportwetten bei der Erstvergabe erteilt wurde.
2010 – sechs Jahre nach der Gründung – sprang der Umsatz von Tipico erstmals über die 100-Millionen-Euro-Schwelle.
Im März 2011 hat eine Klage von Tipico dazu geführt, dass das Landgericht Köln der Westdeutschen Lotterie untersagt hat, Oddset-Wetten von Hartz-IV-Empfängern anzunehmen. Gleiches erwirkte Tipico auch in Niedersachsen. Kontrovers hierzu wird die Tatsache gesehen, dass es trotz der erwirkten Sperre im Internet möglich ist, Wetten in den zahlreichen Annahmestellen abzuschließen.
Von 2013 bis Ende 2020 war Oliver Kahn Testimonial für Tipico und warb mit dem Slogan Ihre Wette in sicheren Händen für das Unternehmen. Zudem waren Michael Konsel, Geert De Vlieger und seit 2014 auch Peter Schmeichel Markenbotschafter.
Seit 2016 hat Tipico mit dem Finanzunternehmen CVC Capital Partners einen neuen Mehrheitseigentümer, der 60 % des Unternehmens für 1,3 Milliarden Euro über ein Firmenkonstrukt im Steuerparadies Jersey erwarb. Im Zuge des Verkaufs wurde mit dem Österreicher Joachim Baca auch ein neuer CEO bestellt.
Am 9. Oktober 2020 erhielt Tipico im Rahmen der allerersten Konzessionserteilung durch das Regierungspräsidium Darmstadt eine Konzession für das Veranstalten von Sportwetten in Deutschland. Bis Ende Mai 2021 hatte Tipico durch Franchisepartner 1300 Filialen eröffnet.
Das Casino-Angebot von Tipico ist am 7. Oktober 2022 lizenziert worden.
Im August 2021 hat Tipico die Internet-Sportwetten-Lizenz im US-Bundesstaat Colorado erhalten und betreibt seitdem die mobile Online-App auch in den Vereinigten Staaten.
Tipico ist Gründungsmitglied des Deutschen Sportwettenverbands (DSWV), Mitglied des Österreichischen Buchmacherverbands (OBMV) und bei der Malta Chamber of Commerce (maltesische Handelskammer).

## Werbung
In Deutschland war Tipico unter anderem Sponsor des Fußball-Zweitligisten Hamburger SV. Seit der Saison 2014/15 ist Tipico in Österreich Sponsor der Fußball-Bundesliga. Darüber hinaus ist Tipico seit der Saison 2015/16 Platin-Partner des FC Bayern München und seit 2015 ebenfalls Partner des FC Bayern Basketball.
Seit Januar 2018 ist Tipico zudem offizieller Partner der Deutschen Fußball Liga (DFL). Bis einschließlich der Saison 2024/25 darf der Buchmacher die Symbole der Bundesliga und der 2. Bundesliga in seiner Kommunikation verwenden. Auch SC Freiburg, Werder Bremen, VfL Bochum, TSG 1899 Hoffenheim und RB Leipzig waren Werbeträger für Tipico.
Im Juli 2021 gab die ARD-Werbung Sales & Services bekannt, dass Tipico neuer Werbepartner der Sportschau werde.

## Beihilfe zur Steuerhinterziehung
Der Spiegel berichtete am 21. Mai 2021 über Selbstanzeigen von Tipico wegen Beihilfe zur Steuerhinterziehung. Das Unternehmen soll Provisionszahlungen am Fiskus vorbeigeschleust haben – darunter auch an einen Drahtzieher eines großen Wettskandals. Das Magazin berief sich auf das Onlineportal Business Insider, welches berichtet hatte, Tipico habe zwischen 2007 und 2012 Provisionszahlungen an Franchise in Deutschland am Fiskus vorbeigeschleust. Insgesamt 20,4 Millionen Euro habe das Unternehmen in der damaligen Zeit auf Auslandskonten der Vermittler überwiesen. Ein Tipico-Sprecher habe den Vorgang auf Anfrage nicht kommentieren wollen.
Im Juli 2024 berichtete Die Zeit über Klagen gegen Tipico, die verlorenen Wetteinsätze bis zur Erteilung der Wettkonzession im Jahr 2020 zurückzuzahlen. Die EU-weit umstrittene Gesetzgebung in Malta verhindert eine Vollstreckung der erfolgreichen Klagen.

## Kritik
Tipico steht in der Kritik, da eine große Anzahl von Filialen in ärmeren Wohnvierteln mit hohem Migrationsanteil errichtet wurde.